# Палата собрания (Эсватини)
Палата собрания Эсватини (англ. House of Assembly of Eswatini) — нижняя палата парламента Эсватини. Палата представителей может обсуждать и принимать законопроекты, хотя, поскольку государство является абсолютной монархией, роль законодательного органа в основном консультативная.

## История
Палата собрания была создана в 1967 году, когда Законодательный совет Свазиленда был распущен, а двухпалатный законодательный орган был установлен в новой конституции.

## Конституция
В Конституции Эсватини установлен максимум в 76 членов Палаты собрания. В настоящее время их 66. Пятьдесят пять членов избираются от одномандатных избирательных округов, соответствующих инкхундлам (племенным общинам). Четырнадцать инкхундл находятся в округе Хохо, 11 в округе Лубомбо, 16 в округе Манзини и 14 в округе Шиселвени. Король Эсватини назначает остальных десять членов, по крайней мере половина из которых должны быть женщинами. 66-й член — спикер Палаты собрания, который избирается из числа лиц, не входящих в законодательный орган. Если процент женщин-членов в Палате собрания падает ниже 30 %, от административных округов могут быть избраны максимум четыре женщины.
Каждый член Палаты собрания должен быть гражданином Эсватини, не моложе 18 лет, зарегистрированным избирателем и уплатившим все налоговые сборы.
Палата собрания избирает десять из 30 членов верхней палаты, Сената Эсватини, а остальных назначает король.

## Выборы
Кандидаты в члены Палаты собрания сначала выдвигаются на уровне инкхундл и выбираются тайным голосованием местными вождями. Затем три лучших кандидата участвуют во всеобщих выборах, также тайным голосованием, по системе относительного большинства с одним победителем. Избирается кандидат, получивший наибольшее количество голосов от населения в каждом избирательном округе. Все кандидаты баллотируются на беспартийной основе, поскольку политические партии в стране запрещены, и избираются на пятилетний срок.
Группы наблюдателей от Содружества наций присутствовали на выборах 2003, 2008 и 2013 годов. Последние выборы состоялись в сентябре 2023 года.